# Königstor (Kaliningrad)

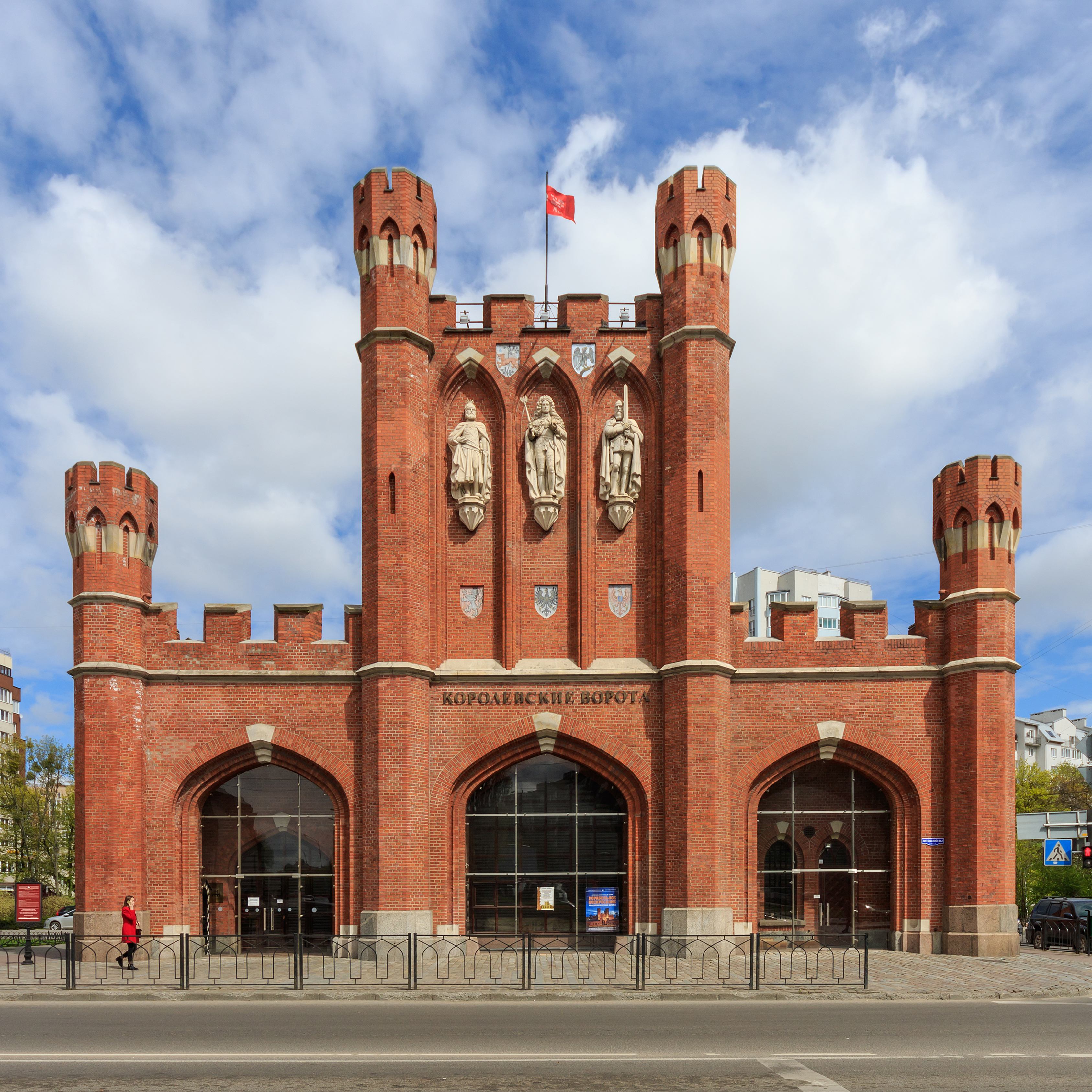
Das Königstor in Kaliningrad

Das Königstor in Kaliningrad, früher Königsberg, ist eines von ehemals sechs Stadttoren und Teil der Fortifikationsanlagen in Königsberg, die im 19. Jahrhundert in Königsberg errichtet wurden. Es lag im Stadtteil Neue Sorge am Ende der Königsstraße. Das aus Palisaden errichtete Vorgängertor hieß Gumbinner Tor. 1820 werden mehrere vor dem Tore liegende Güter aufgelistet sowie Devau und Kalthof als zum Nahbereich des Tores zählend aufgeführt.
Der Entwurf stammte von Friedrich August Stüler. Die Westfassade wurde durch den Bildhauer Wilhelm Stürmer mit drei Sandstein-Statuen ausgestattet: In neun Meter Höhe steht links der Böhmenkönig Ottokar II., dem Königsberg seinen Namen verdankt, in der Mitte König Friedrich I. 1701 krönte er sich in der Königsberger Schlosskirche zum ersten König in Preußen. Rechts wacht Albrecht von Brandenburg-Ansbach über die Stadt. Er war der Gründer des Herzogtums Preußen und der Universität Albertina. Über den Figuren sind die Wappen des Samlandes und Natangens angebracht. Unter den Figuren befinden sich die Wappen Böhmens, Preußens und Brandenburgs. Die Wappen wurden in Lavamalerei ausgeführt.
Im Zweiten Weltkrieg wurde das Tor beschädigt. Die sowjetischen Soldaten hatten den Figuren die Köpfe abgeschlagen. Bei der 750-Jahr-Feier der Stadt im Juli 2005 wurde das Königstor als offizielles Symbol des Stadtjubiläums benutzt. Nachdem die Entscheidung für dieses Symbol gefallen war, hatte man in einem zeitlichen Gewaltakt die Restaurierung des Bauwerks betrieben. Noch wenige Monate vor dem offiziellen Start der Jubiläumsfeierlichkeiten war das Königstor in einem desolaten Zustand. Innerhalb von kürzester Zeit wurde das im Stil der alten Ordensarchitektur errichtete Baudenkmal des 19. Jahrhunderts restauriert. Dabei kehrten auch die 1945 verstümmelten Figuren komplett an die Fassade zurück.

## Bildgalerie

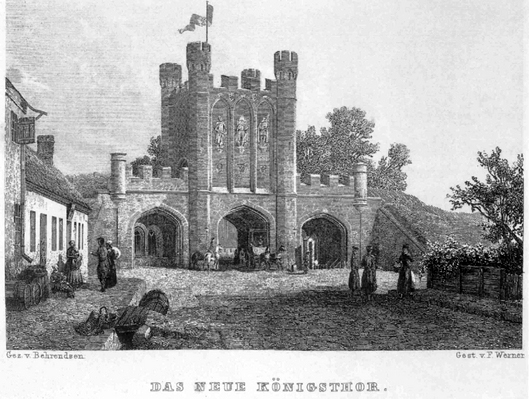
Das Königstor im 19. Jahrhundert
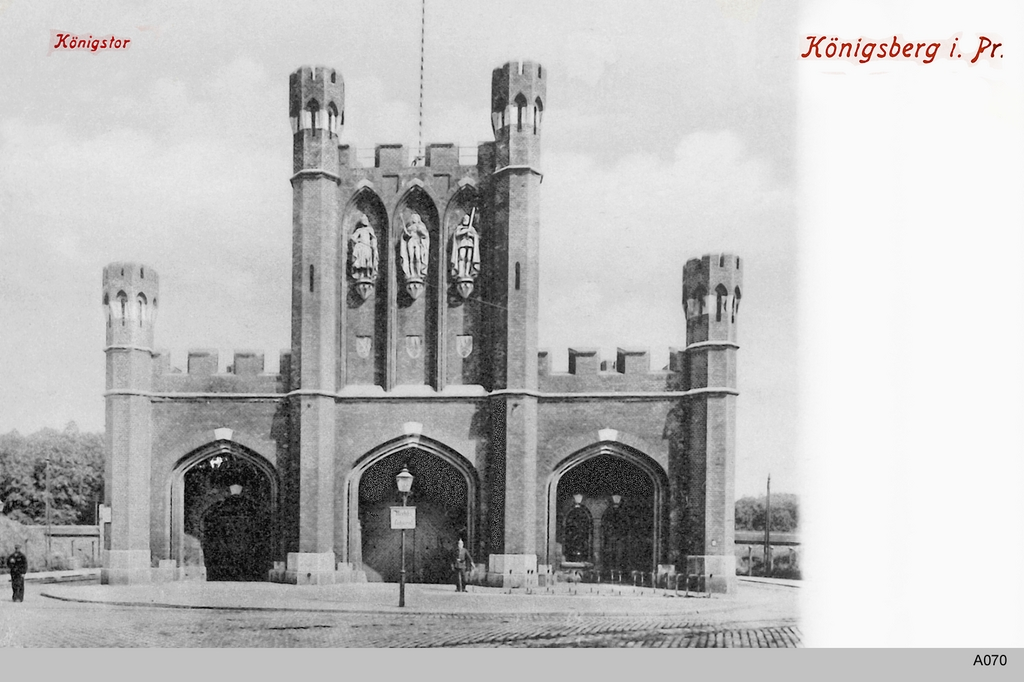
Das Königstor im Kaiserreich
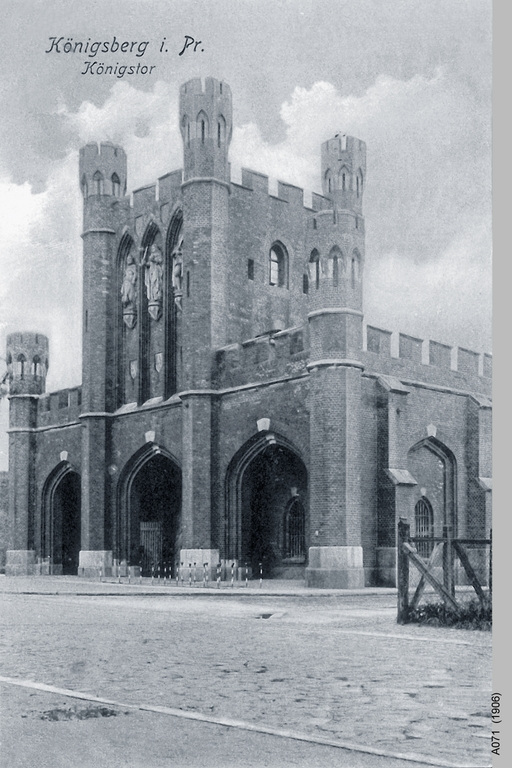
Das Königstor im Kaiserreich
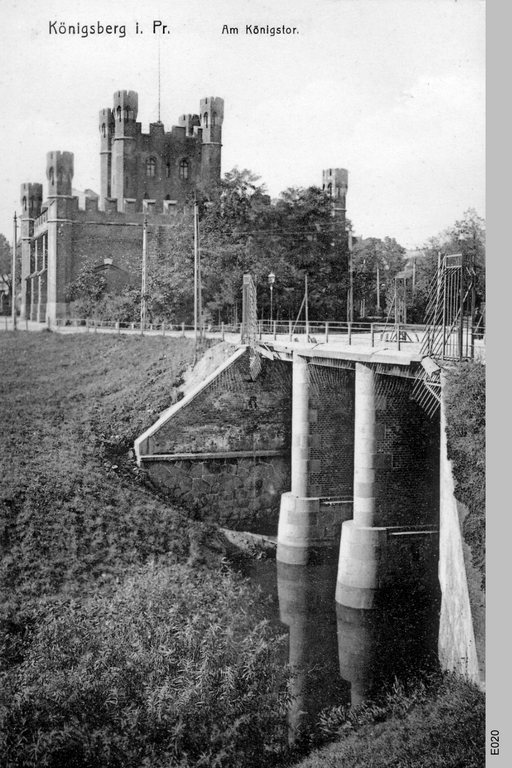
Das Königstor stadtauswärts
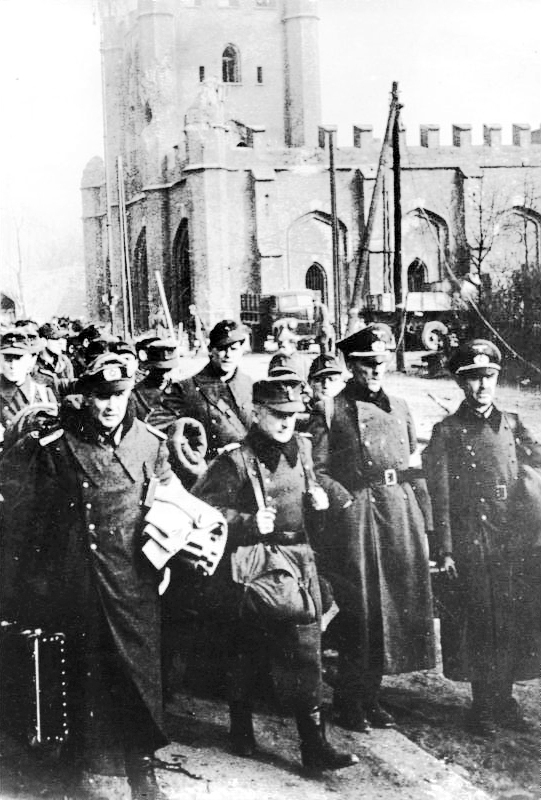
Gefangene deutsche Offiziere am Königstor von Königsberg, 12. April 1945
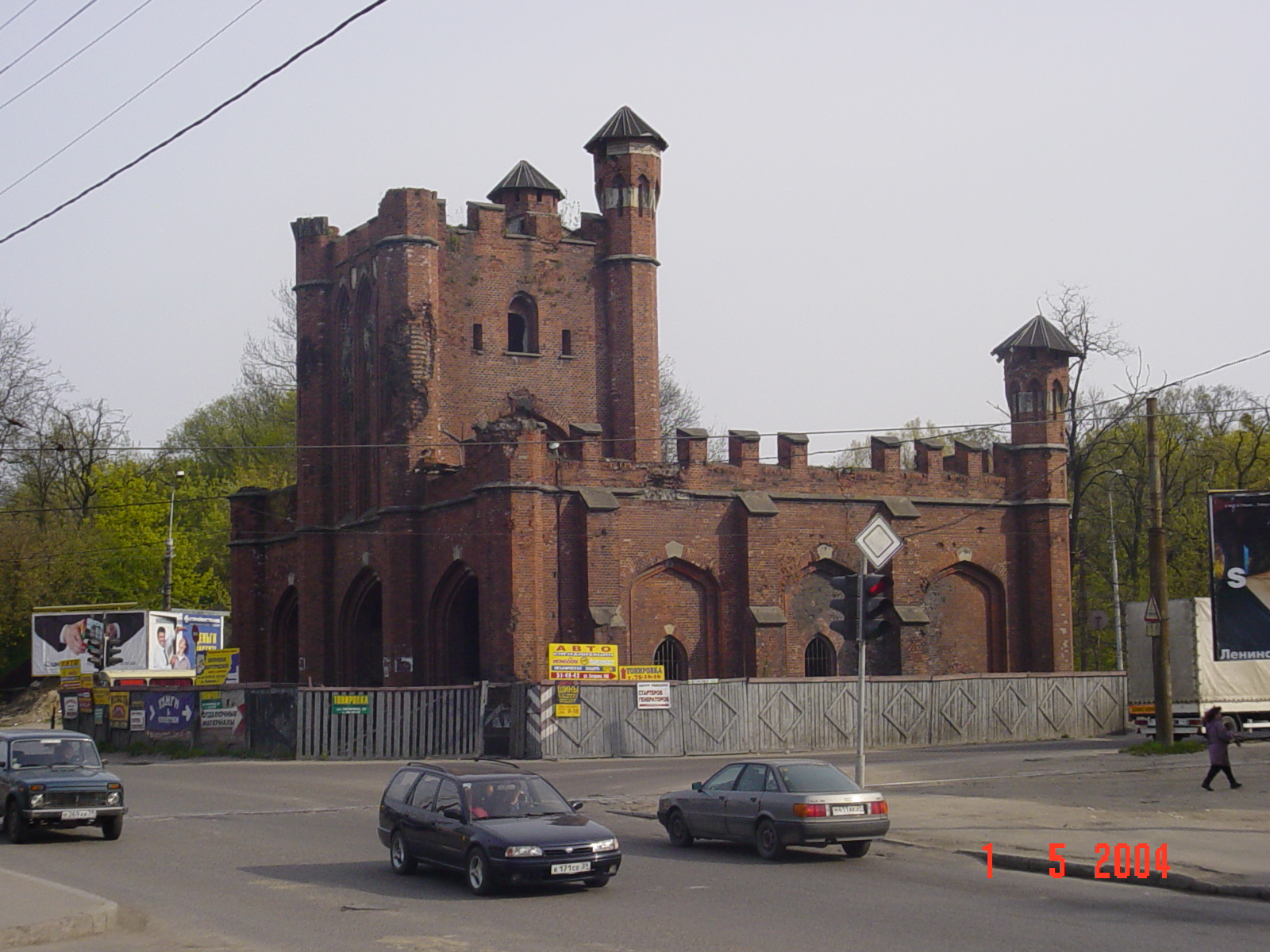
Das Königstor vor der Restaurierung
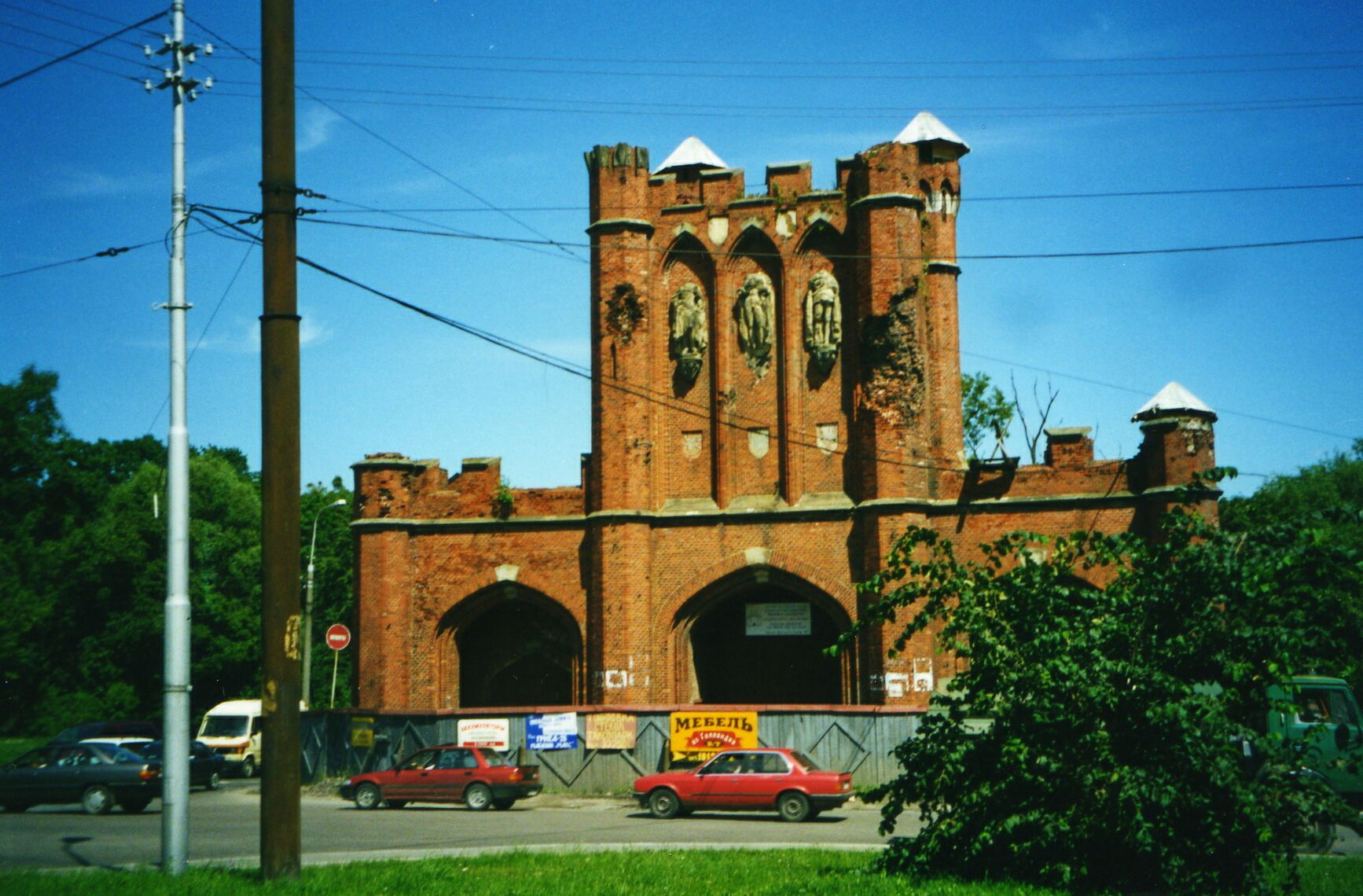
Das Königstor vor der Restaurierung
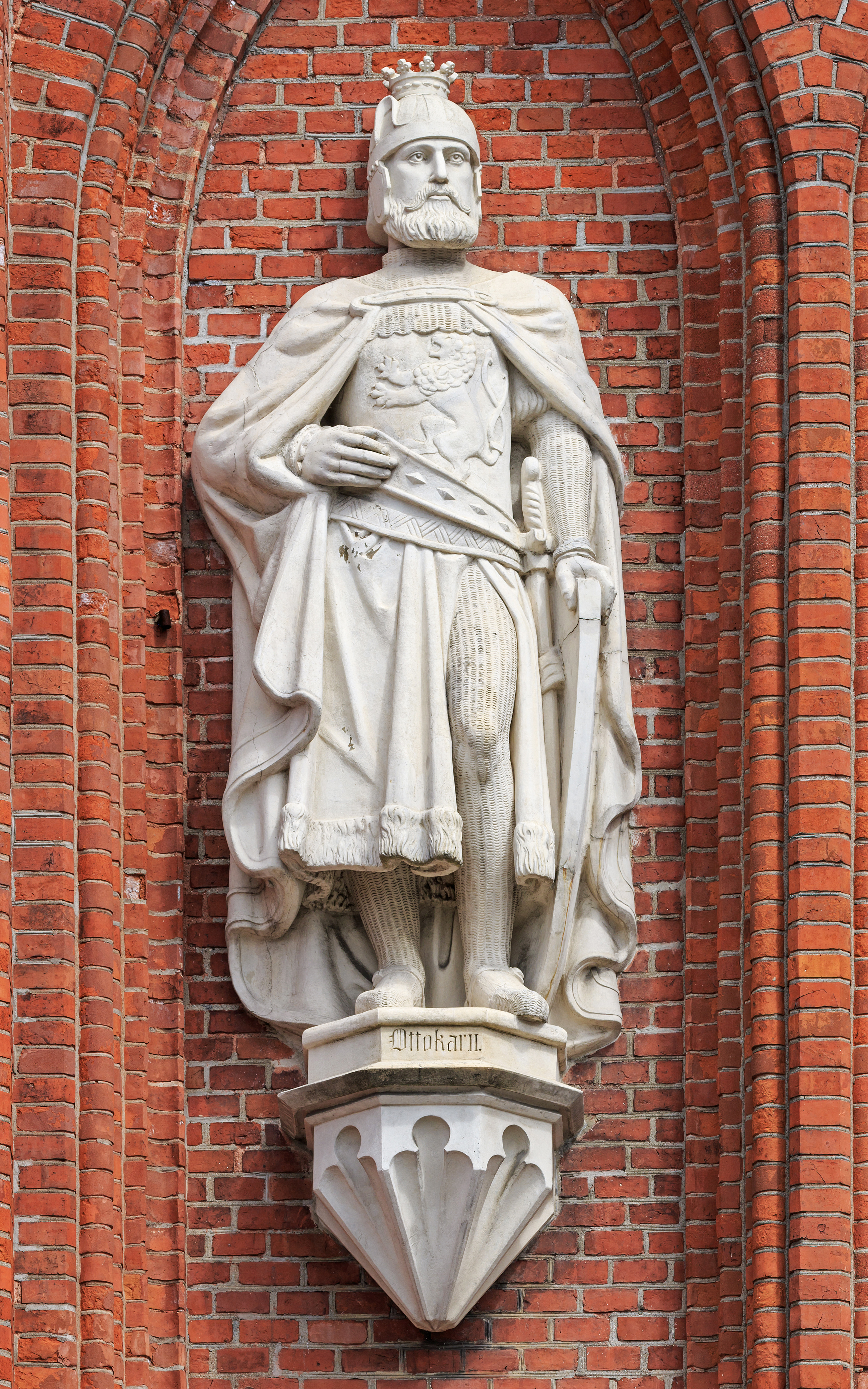
Standbild Ottokar II.
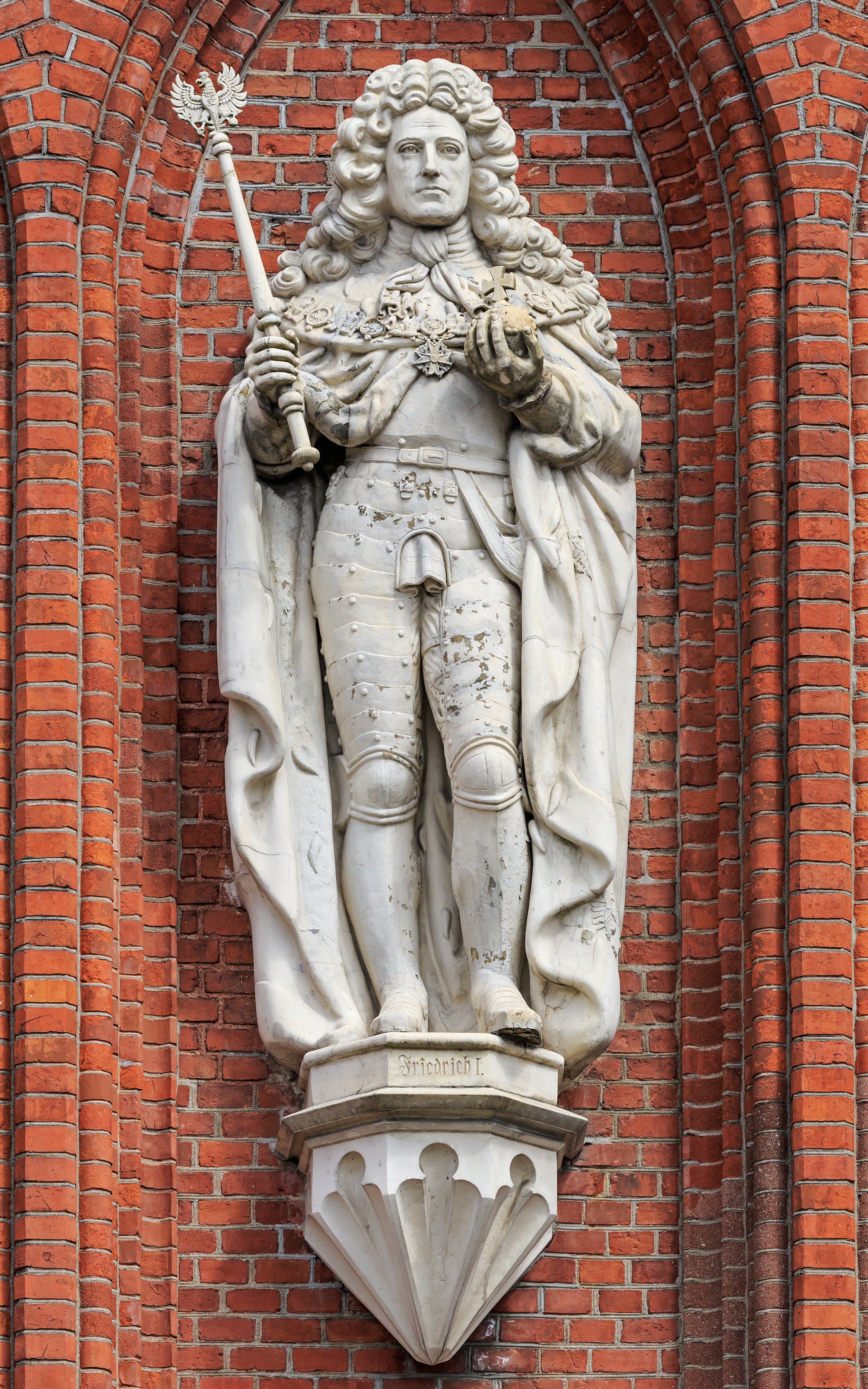
Standbild Friedrich I.
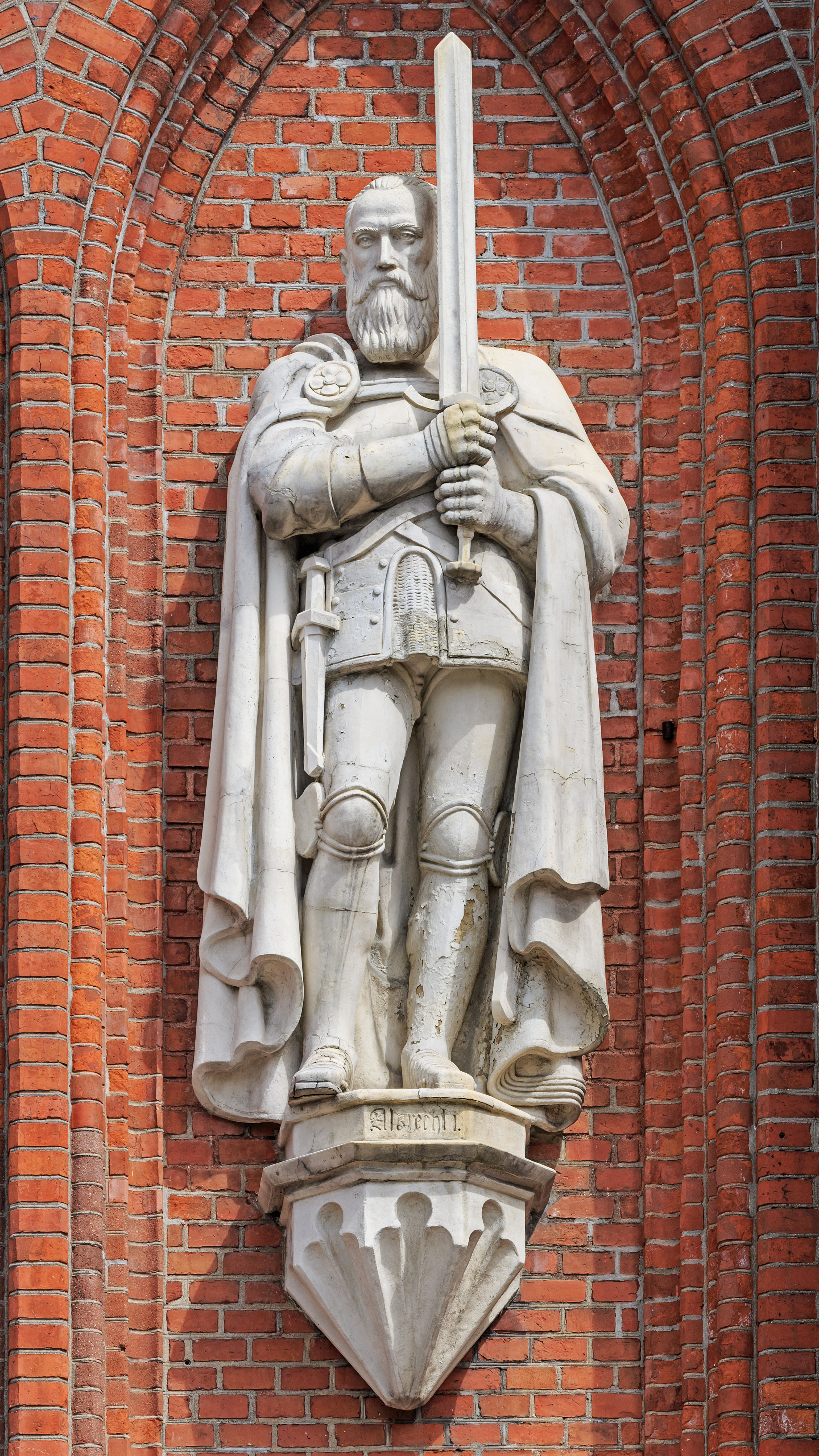
Standbild Albrecht von Preußen
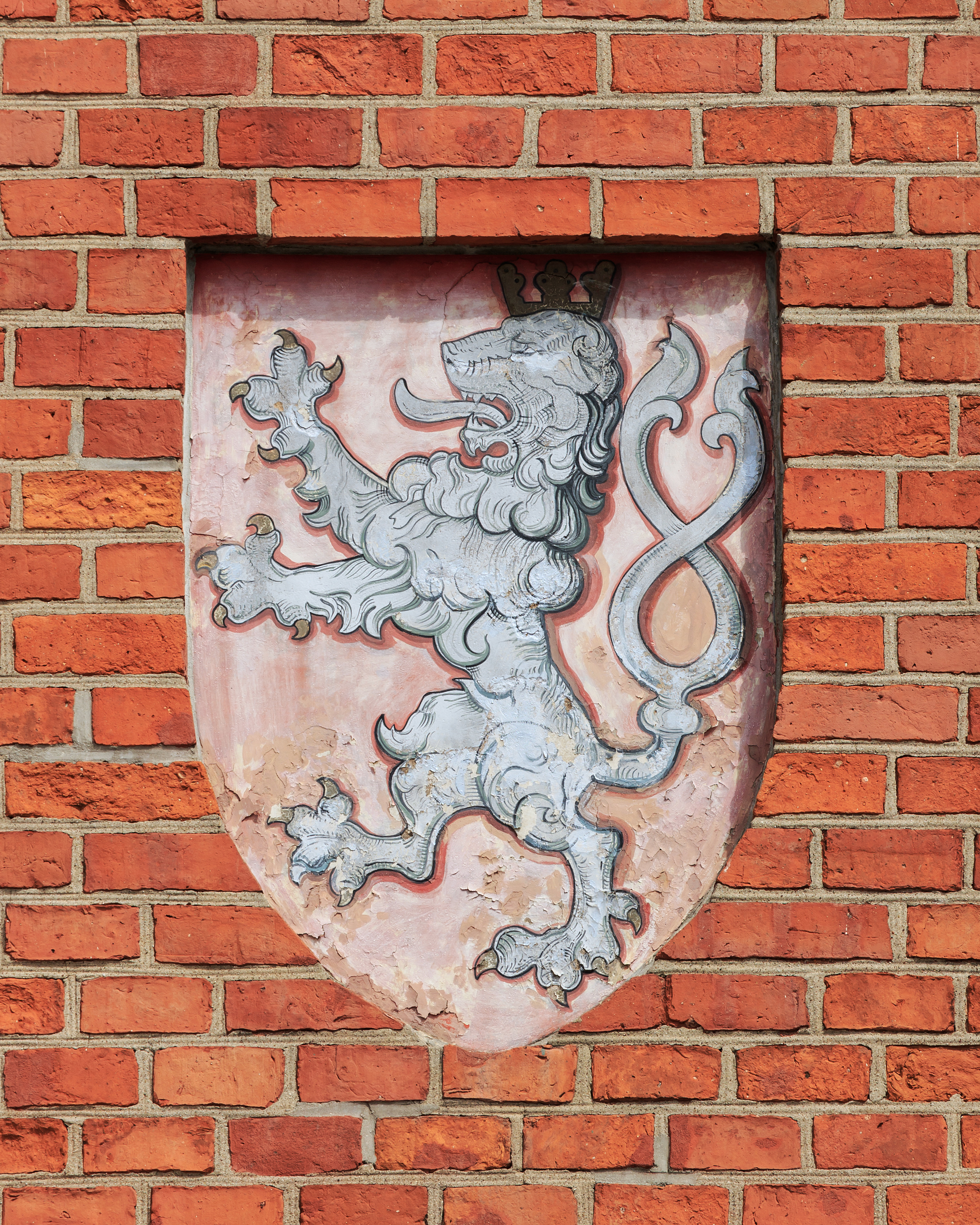
Wappen von Böhmen
Wappen von Böhmen
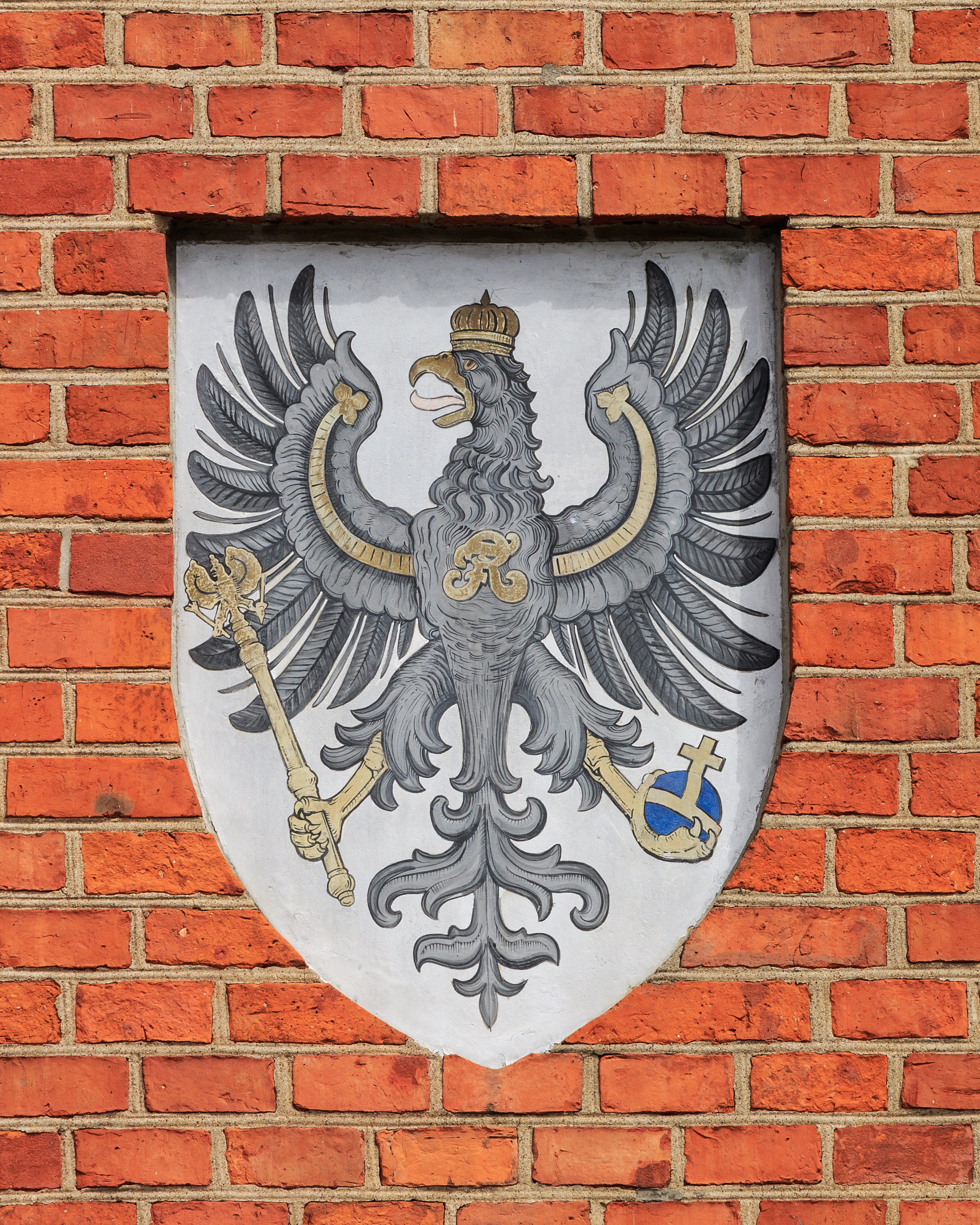
Wappen von Preußen
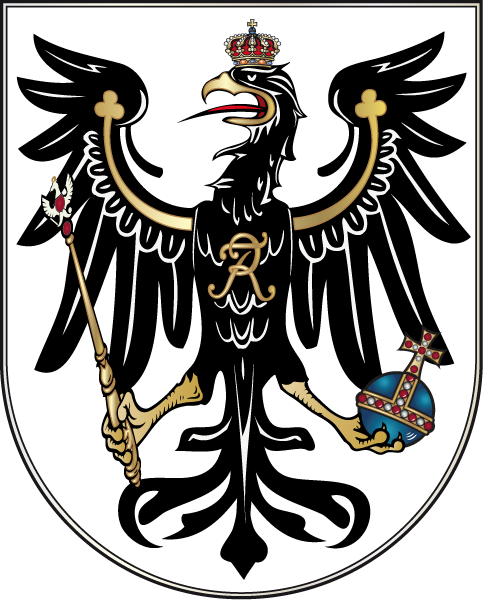
Wappen von Preußen
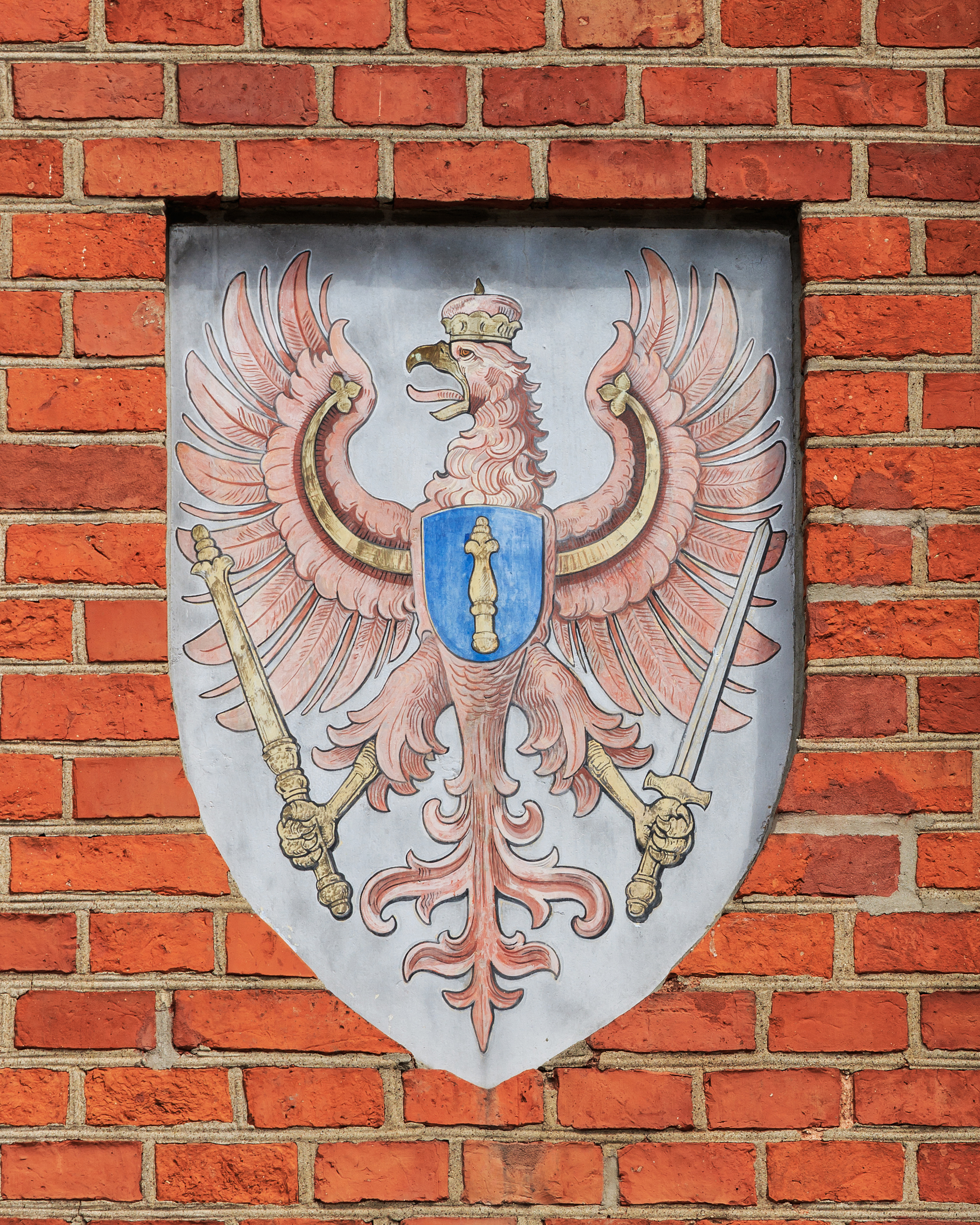
Wappen von Brandenburg
Wappen von Brandenburg